# Ахмат Арена
«Ахма́т Аре́на» (Спорткомплекс имени Ахмат-Хаджи Кадырова) — домашний стадион футбольного клуба «Ахмат». Расположен в городе Грозном на улице Л. И. Яшина, вмещает 30 597 зрителей. Построен в 2011 году.

## История
В 2004 году по поручению президента России Владимира Путина выделено финансирование на строительство Центрального стадиона имени Ахмата Кадырова. Проектно-сметная документация была разработана в 2005 году. Строительство началось в 2006 году и продолжалось около пяти лет, оно велось по Федеральной целевой программе. Весной 2011 года в эксплуатацию введена главная составляющая часть спорткомплекса — спортивная арена на 30 тысяч мест. Спорткомплекс стал одним из самых современных по архитектурному исполнению и проектированию на всём юге России. Работы здесь велись по стандартам УЕФА и ФИФА.
Стадион включает западную трибуну А на 9 тысяч мест и восточную Б на 21 тысячу мест, предусмотрены места для инвалидов. «Ахмат Арена» оснащена аналоговой системой видеонаблюдения. Всего на территории спорткомплекса установлены 432 камеры, из них 9 — управляемые.

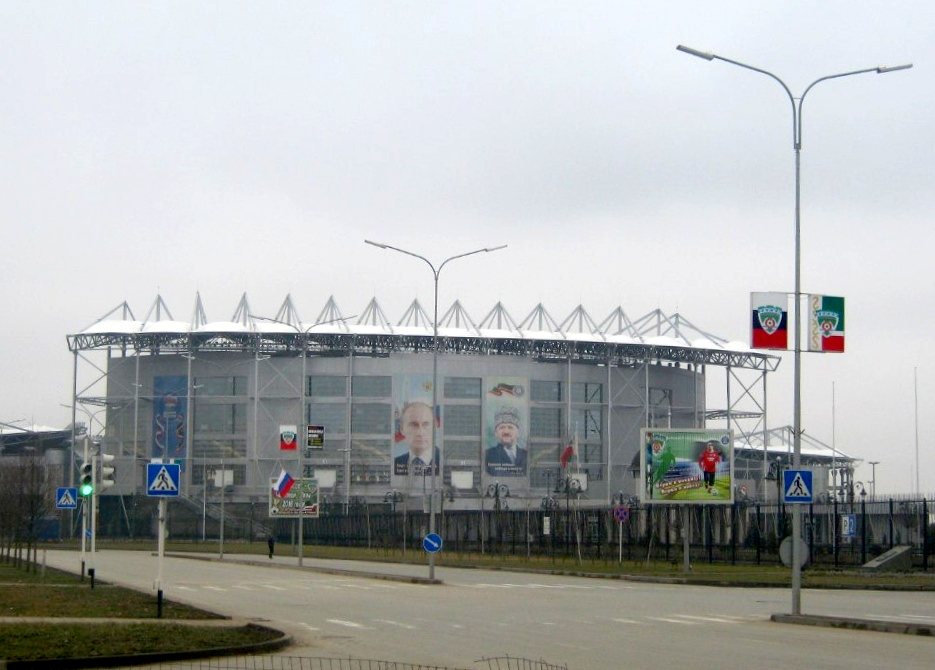
Стадион «Ахмат Арена» со стороны улицы Умара Садаева, 2012 год

Открытие «Ахмат Арены» состоялось 11 мая 2011 года. Программа открытия стадиона включала лазерное шоу и выступления знаменитостей как чеченской, так и мировой эстрады — Си Си Кэтч, Тото Кутуньо, Аль Бано, Крейг Дэвид. Первый матч состоялся в этот же день: на поле вышла команда «Кавказ», в составе которой выступали Рамзан Кадыров, Арсен Каноков, Никита Исаев, Ринат Дасаев (главным тренером являлся полномочный представитель президента России в СКФО Александр Хлопонин), и «сборная мира» под руководством Диего Марадоны, за которую сыграли уже завершившие карьеру известные футболисты — Энцо Франческоли, Луиш Фигу, Франко Барези, Алессандро Костакурта, Иван Саморано, Фабьен Бартез, Жан-Пьер Папен, Робби Фаулер и другие. Команда «Кавказ» победила со счётом 5:2. 20 мая 2011 года на стадионе прошёл первый официальный матч российской футбольной премьер-лиги. Грозненский «Терек» выиграл у «Анжи» — 1:0.
31 мая 2012 года стадион стал членом Европейской ассоциации стадионов и безопасности (ESSMA)). В ноябре 2012 года стадион вошёл в сотню самых посещаемых футбольных стадионов. Со средней посещаемостью «Ахмат Арены» 19 572 зрителей «Терек» расположился на 88-й строке рейтинга.
Площадь стадиона «Ахмат-Арена» — 17 га, она является частью расположенного на 45 га спортивного комплекса имени Ахмата Кадырова, включающего в себя Дворец спорта на 5000 мест и другие объекты спортивной инфраструктуры, а также гостиничный комплекс.

## Соревнования
7 августа 2011 года на 79-й минуте матча «Терек» — «Спартак» (Москва) на стадионе внезапно погас свет. Матч был прерван, и только через 50 минут игра была возобновлена.
1 июня 2013 года стадион принял финал Кубка России 2012/2013 годов, в котором встретились московский ПФК ЦСКА и махачкалинский «Анжи». В серии послематчевых пенальти победили армейцы.
6 июля 2014 года на стадионе прошёл бой за звание регулярного чемпиона мира в тяжёлом весе по версии WBA между Русланом Чагаевым и Фресом Окендо, завершившийся победой Чагаева.
15 ноября 2016 года на стадионе прошёл товарищеский матч между сборными России и Румынии, завершившийся победой россиян 1:0. Гол в добавленное время забил Магомед Оздоев.
Во время чемпионата мира по футболу 2018 года стадион использовала для тренировок сборная команда Египта.
Для поддержки грозненской команды «Ахмат» во время матчей чемпионата России в нарушение регламента неоднократно использовалась система оповещения, за что клуб подвергался штрафным санкциям.